# TVE UHD
TVE UHD és un canal de televisió espanyol en ultra alta definició (UHD) de Televisió Espanyola (TVE) que emet continguts de La 1 en resolució 4K.
El canal es va llançar el 1r de juny de 2021 en substitució de l'anterior senyal de proves «EMISIÓN 4K Pruebas», i compta amb dues versions: una enlaire rang dinàmic (HDR) i una altra en rang dinàmic estàndard (SDR).
El canal forma part de la iniciativa UHD Spain, una associació que agrupa els principals operadors de xarxa (Cellnex Telecom, Axión i Telecom CLM), radiodifusors (Canal Sur i TV3) i fabricadors d'Espanya per a impulsar el desenvolupament de la televisió en UHD.

## Història
L'origen de TVE 4K es remunta a l'any 2015, quan TVE va realitzar la seva primera emissió en ultra alta definició per satèl·lit a través d'Hispasat, amb motiu de la final de la Copa del Rei de futbol. Des d'aleshores, TVE ha produït i emès continguts en UHD, com la sèrie documental Ciutats Espanyoles Patrimoni de la Humanitat, la desfilada de les Forces Armades o el concert d'Any Nou de Viena.

Logo de TVE 4K.

El 1r de juny de 2021, en coincidència amb el Dia Mundial de la Televisió, TVE va llançar oficialment el seu canal TVE 4K, que va reemplaçar el canal de proves, i va oferir dos senyals: una en HDR i una altra en SDR. Tots dos senyals emeten en obert i tenen com a objectiu comparar les dues tecnologies i mostrar els avantatges del HDR. El canal disposa d'informació EPG de programació i servei HbbTV.
El 14 de novembre de 2022, TVE va anunciar que emetria el Mundial de Qatar en UHD per TDT i amb qualitat HDR, la qual va ser la primera emissió mundial de TDT en UHD d'un esdeveniment del nivell de complexitat i durada d'un mundial de futbol. Per a això, va crear un nou senyal anomenat TVE UHD, que va substituir temporalment el senyal TVE 4K en HDR, i que va emetre un bucle d'autopromoció de l'esdeveniment fins a l'inici del mateix el 20 de novembre de 2022. Les emissions de TVE UHD es van prolongar fins a dies després de la finalització del Mundial, amb la reemisió dels partits dels quals TVE tenia els drets d'emissió.
El 9 de juny de 2023, durant la celebració de la conferència Tendencias dels serveis públics audiovisuals europeus, a l'auditori d'RTVE a Prado del Rey, Ángel García Castillejo, director de Polítiques Audiovisuals, Servei Públic i Internacional d'RTVE, va revelar la intenció d'RTVE de traslladar les emissions regulars del canal TVE 4K al multiplex RGE-2 d'RTVE, una vegada completat l'apagat i cessament de les emissions en SD dels canals TDT, el pròxim 7 de febrer de 2024. Per a això, seria necessària una adequació de la normativa tècnica vigent, de la qual va dir que treballarien amb l'Administració en els pròxims mesos per a aconseguir l'objectiu marcat. També va indicar que no descartaven una reorganització dels serveis o canals en HD en el multiplex RGE-1.
A causa de problemes tècnics relacionats amb la interrupció de les emissions en definició estàndard (SD), el llançament del nou senyal es va retardar. Finalment, l'11 de febrer de 2024, La 1 UHD va començar les seves emissions en el multiplex RGE-2 d'RTVE, en substitució del senyal de Teledeporte HD, que havia estat traslladat al multiplex RGE-1 d'RTVE, encara que l'emissió de TVE UHD es va mantenir.

## Cobertura i recepció
TVE 4K s'emet a nivell nacional d'Espanya per dues vies: per satèl·lit a través de Hispasat, i per TDT a través de UHD Spain. Per a rebre les emissions per satèl·lit, és necessari disposar d'un receptor compatible amb l'estàndard DVB-S2 i amb la codificació de vídeo HEVC H.265. Per a rebre les emissions per TDT, és necessari disposar d'un televisor UHD-4K, o receptor extern, compatible amb l'estàndard DVB-T2 i amb la codificació de vídeo HEVC H.265 i amb suport de HDR.

## Programació
Inicialment, la programació de TVE 4K consistia en una selecció de continguts propis de TVE gravats en 4K.
Des de l'inici del Mundial de Qatar, TVE 4K emet continguts de La 1 en resolució 4K, tant produïts per TVE com adquirits a tercers. Entre els continguts propis, es troben sèries de ficció, documentals, programes culturals, informatius, esportius i musicals. Entre els continguts adquirits, es troben pel·lícules, sèries internacionals i documentals de naturalesa.